# DjVu

Dawna wersja logo formatu

DjVu ([deʒaˈvy], por. déjà vu) – format plików graficznych. Pliki zapisywane w tym formacie posiadają rozszerzenie „djvu” lub „djv”.
Zamierzeniem twórców formatu DjVu było umożliwienie tworzenia cyfrowych bibliotek, w których książki byłyby przechowywane na nośnikach elektronicznych. Cel taki łączył się z koniecznością stworzenia formatu plików graficznych, który umożliwiałby przechowywanie zeskanowanego tekstu z jakością odpowiadającą papierowemu oryginałowi przy jednoczesnym względnie małym rozmiarze pliku.

## Historia
DjVu jest stosunkowo starą metodą wydajnej kompresji obrazu. Metoda ta była rozwijana przez naukowców amerykańskiego koncernu AT&T do kompresji kolorowych, skanowanych dokumentów. Oprogramowanie oparte na zakupionych od koncernu AT&T patentach formatu DjVu, stworzyła w późnych latach 90. XX w. amerykańska firma LizardTech Inc. (DocumentExpress w wersjach Enterprise lub Professional).
20 października 2009 r. na stronie Lizardtech ukazała się informacja, że firmą zajmującą się technologią DjVu jest Caminova, z forum Lizardtech skasowano posty dotyczące DocumentExpress.

## Informacje techniczne
Djvu oparte jest na zaawansowanej (wciąż rozwijanej) metodzie segmentacji obrazu. Tworzenie pliku DjVu polega na rozdzieleniu dowolnie skomplikowanego obrazu na odrębne warstwy, a następnie poddaniu warstw odrębnym optymalizacjom i kompresjom.
Najczęściej stosowane warstwy to: tło (np. 100 dpi), czarno-biała warstwa tekstu najwyższej jakości (np. 300 dpi), warstwa koloru służąca jedynie do nałożenia koloru na czarno-białą warstwę tekstu (np. 25 dpi). Ponadto istnieje możliwość wprowadzenia do dodatkowej warstwy informacyjnej tekstu – treści uzyskanej metodą OCR. Umieszczenie w pliku tekstu umożliwia m.in. wyszukiwanie treści.
Dane w pliku DjVu zapisane są progresywnie, co pozwala na wyświetlenie części zawartości pliku, zanim zostanie do końca odczytany. Jest to przydatne zwłaszcza przy pobieraniu przez internet. W miarę pobierania pliku pojawiają się kolejne warstwy.